# Modulus Graphite
Modulus Graphite американская компания-производитель музыкальных инструментов, в частности бас-гитар с графитовым, карбоновым грифом. Изначально компания называлась Modulus Guitars, и была основана Джеффом Гулдом (Geoff Gould), бас-гитаристом, который работал в аэрокосмической компании в Пало-Альто, Калифорния.

## История
Компания основана в 1978, просуществовала до 2013 года под названием Modulus Guitars. В 2014 была выкуплена компанией Planet bass, и возрождена под названием Modulus Graphite.

## Инструменты
Современная линейка:
- Quantum TBX[1]
- Quantum [2]

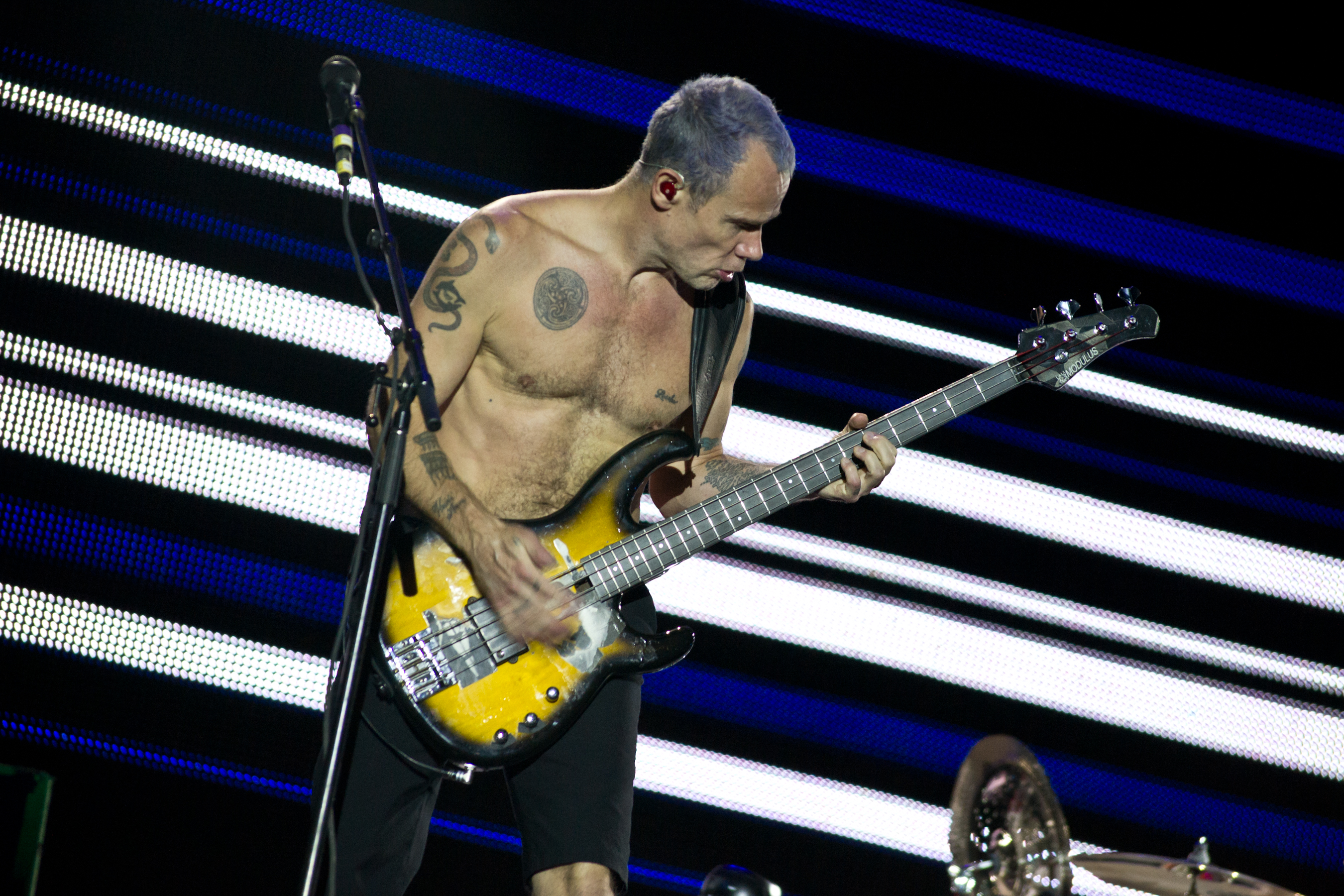
Бас-гитарист Red Hot Chili Peppers Фли выступает с гитарой Modulus Funk Unlimited

- Funk Unlimited (ранее — «Flea Bass»)[3]
- Vintage J[4]
- Funk Persuasion[5]

Старые модели:
- TBX (сквозной гриф)
- Quantum Bass (болчёный гриф)
- M-92 (болчёный гриф, один звукосниматель «сингл»)
- Modulus VJ Bass (винтажный джазовый, болчёный гриф)
- Flea Bass (болчёный гриф, MM Pickup)
- Genesis Bass (болчёный гриф)
- BaSSStar (выпускались модели с болчёным и сквозным грифом)
- Vertex (болчёный гриф, один звукосниматель «сингл»)
- Modulus Genesis I Electric Guitar (G1)
- Modulus Genesis I Electric Guitar with tremolo (G1T)
- Modulus Genesis II Electric Guitar (G2)
- Modulus Genesis II Electric Guitar with tremolo (G2T)
- Modulus Genesis III Electric Guitar (G3T)
- Modulus Genesis III Electric Guitar Carved Top (G3CT)
- Modulus Genesis III Electric Guitar Semi Hollow (G3SH)
- Modulus Genesis III Electric Guitar Full Hollow (G3FH)

## Известные владельцы
- Дэвид Эллефсон — Megadeth
- Фли — Red Hot Chili Peppers
- Phil Lesh — Grateful Dead
- Darryl Jenifer — Bad Brains
- Bob Weir — Grateful Dead
- Oteil Burbridge — Allman Brothers Band
- Stefan Lessard — Dave Matthews Band
- Mike Gordon — Phish
- Jacob Schmidt — Defeated Sanity
- Dave Schools — Widespread Panic
- Marc Brownstein — The Disco Biscuits
- Jeff Ament — Pearl Jam
- Nick Crash — The Paris Crash
- Chad Urmston and Pete Francis Heimbold — Dispatch
- Alex Webster — Cannibal Corpse
- David Murphy — STS9
- Wil-Dog Abers — Ozomatli
- Otto Schimmelpenninck — Delain
- Futoshi Uehara — Maximum the Hormone
- Mike Kroeger — Nickelback
- Tad Kinchla — Blues Traveler
- Anthony Dorion — Silver Machine
- Anton Zhikharev — Back Door To Asylum
- Allen Woody — Allman Brothers Band — Govt Mule
- Alphonso Johnson
- Андрей Кураев — Ленинград